# Щасновка (Черниговская область)
Ща́сновка (укр. Ща́снівка) — село, расположенное на территории Бобровицкого района Черниговской области (Украина) на берегу реки Недра.
Население составляет 398 жителей (2006 год). Плотность населения — 77,7 чел/кв.км.
Впервые упоминается в 1150 году.
Село Щасновка находится примерно в 14 км к юго-востоку от центра города Бобровица. Средняя высота населённого пункта — 125 м над уровнем моря. Село находится в зоне умеренно континентального климата.
Национальный состав представлен преимущественно украинцами, конфессиональный состав — христианами.